# やりにげコージー
やりにげコージーは、テレビ東京で2004年4月7日 - 2005年3月30日に放送された深夜バラエティ番組である。
『やりすぎコージー』の前身番組に当たる。

## 出演者
- 今田耕司
- 東野幸治
- 千原せいじ（千原兄弟）
- 千原ジュニア（千原兄弟）
- 大橋未歩（テレビ東京アナウンサー）

### 不定期出演
- 杉作J太郎

### 過去の出演者
- 三浦初美

## 放送リスト
| 回 | 放送日   | 内容・ゲスト                      | 備考 |
| -- | -------- | --------------------------------- | ---- |
| 1  | 4月7日   | やりにげコージー                  |      |
| 2  | 4月14日  | 杉本彩                            |      |
| 3  | 4月21日  | 安めぐみ                          |      |
| 4  | 4月28日  | 森下千里                          |      |
| 5  | 5月5日   | 藤井隆 前編                       |      |
| 6  | 5月12日  | 藤井隆 後編                       |      |
| 7  | 5月19日  | 若槻千夏                          |      |
| 8  | 5月26日  | 杉作J太郎                         |      |
| 9  | 6月2日   | インリン・オブ・ジョイトイ        |      |
| 10 | 6月9日   | 今田杯争奪ネタみせコージー        |      |
| 11 | 6月16日  | 蛍原徹                            |      |
| 12 | 6月23日  | ココリコ                          |      |
| 13 | 6月30日  | はみだしコージー 未放送スペシャル |      |
| 14 | 7月7日   | ロンドンブーツ1号2号              |      |
| 15 | 7月14日  | 収録中に盗難事件                  |      |
| 16 | 7月21日  | 矢部美穂一家                      |      |
| 17 | 7月28日  | みうらじゅん                      |      |
| 18 | 8月4日   | MEGUMI                            |      |
| 19 | 8月11日  | 吉岡美穂                          |      |
| 20 | 8月18日  | 木村祐一                          |      |
| 21 | 8月25日  | 東野再婚?                         |      |
| 22 | 9月1日   | 熊田曜子                          |      |
| 23 | 9月8日   | 吉本ヤンキー烈伝                  |      |
| 24 | 9月15日  | 吉川晃司                          |      |
| 25 | 9月22日  | 大林素子                          |      |
| 26 | 9月29日  | やりにげ水泳大会                  |      |
| 27 | 10月6日  | nao.                              |      |
| 28 | 10月13日 | 吉本ヤンキー烈伝                  |      |
| 29 | 10月20日 | ビンボー烈伝前半戦                |      |
| 30 | 10月27日 | ビンボー烈伝後半戦                |      |
| 31 | 11月3日  | 吉本仁義なき派閥抗争前編          |      |
| 32 | 11月10日 | 吉本仁義なき派閥抗争後編          |      |
| 33 | 11月17日 | ウチきてコージー                  |      |
| 34 | 11月24日 | ウチきてコージーのウラ            |      |
| 35 | 12月1日  | ガレッジセール                    |      |
| 36 | 12月8日  | やりにげStarBowling               |      |
| 37 | 12月15日 | 眞鍋かをり                        |      |
| 38 | 12月22日 | はみだし裏トーク                  |      |

| 回 | 放送日  | 内容・ゲスト                   | 備考   |
| -- | ------- | ------------------------------ | ------ |
| 39 | 1月5日  | やり生コージー                 |        |
| 40 | 1月12日 | こっちも生だったよ! 次長課長SP |        |
| 41 | 1月19日 | 及川奈央                       |        |
| 42 | 1月26日 | 藤崎奈々子                     |        |
| 43 | 2月2日  | 出川哲朗                       |        |
| 44 | 2月9日  | 板尾創路                       |        |
| 45 | 2月16日 | 冬の3大AV女優祭り              |        |
| 46 | 2月23日 | 雨上がり決死隊                 |        |
| 47 | 3月2日  | セイジショッピング             |        |
| 48 | 3月9日  | はみだしコージー未公開         |        |
| 49 | 3月16日 | 39（サンキュー）コージー前編   |        |
| 50 | 3月23日 | 39（サンキュー）コージー後編   |        |
| 51 | 3月30日 | 小川菜摘                       | 最終回 |

## 主なコーナー
- よびこみコージー
ゲスト迎えてのトーク。ゲストによってはある条件がありその予告が千原せいじが発表したり番組のエンディングで流れるようになっていた。
- おもしろコージー
- もちこみコージー
- とびこみコージー

## 備考
2005年の元旦未明、「こっちも生だよ芸人集合! 今年最も売れる吉本No.1決定戦 やりにげGO'05」というスペシャル番組が約4時間にわたって生放送された。吉本興業の中堅・若手芸人が大量に出演し、ゲームコーナーで競ったり占いで運勢No.1を決めるというもの。今田・東野が総合司会を務めたが、「やりにげコージー」とは特に関係ない内容だった。

## スタッフ
- 企画：高須光聖
- 構成：長谷川朝二 / 遠藤敬、大井達朗
- 技術：前進
- 映像：辻源之
- カメラ：村上岳文
- 音声：臼本泰一
- 照明：大郷智広
- 美術：三浦良文
- デザイン：田汲喜義
- スタイリスト：f.i.j
- メイク：山田かつら
- タイトルデザイン：タナカカツキ
- オープニングCG：GRISGRIS
- 編集：関井昭男 (aai)
- MA：寺本征弘 (aai)
- 音響効果：磯川浩己・八木賢二郎（サウンドエフェクト）
- 番組宣伝：松坂忠光（テレビ東京）
- アシスタントディレクター：露木寛子（テレビ東京）
- アシスタントプロデューサー：五箇公貴（テレビ東京）、生沼教行・竹本夏絵（吉本興業）
- ディレクター：松本真、土屋良介、吉田祥子、扇山篤司
- チーフディレクター：並木慶
- プロデューサー：伊藤隆行（テレビ東京）、岡本昭彦（吉本興業）、堤本幸男
- 技術協力：テクノマックス、LiTX
- 制作協力：バックアップメディア
- 制作：吉本興業
- 製作著作：テレビ東京

## 各地の放送時間
| 地域           | 放送局                               | 系列           | 放送曜日と時間                  | 放送日の遅れ |
| -------------- | ------------------------------------ | -------------- | ------------------------------- | ------------ |
| 関東広域圏     | テレビ東京（やりにげコージー製作局） | テレビ東京系列 | 毎週水曜 深夜0時9分～0時50分    | —            |
| 愛知県         | テレビ愛知                           | テレビ東京系列 | 毎週水曜 深夜0時9分～0時50分    | —            |
| 北海道         | テレビ北海道                         | テレビ東京系列 | 毎週水曜 深夜0時9分～0時50分    | —            |
| 岡山県・香川県 | テレビせとうち                       | テレビ東京系列 | 毎週水曜 深夜0時9分～0時50分    | —            |
| 福岡県         | TVQ九州放送                          | テレビ東京系列 | 毎週水曜 深夜0時9分～0時50分    | —            |
| 大阪府         | テレビ大阪                           | テレビ東京系列 | 毎週土曜 深夜0時55分～1時30分 △ | 3日遅れ      |
| 山口県         | テレビ山口                           | TBS系列        | 毎週月曜 深夜0時55分～1時35分   | 12日遅れ     |

※1　△印の放送局は、通常40分の放送なのに対して(CM枠を短くした)35分の短縮バージョンで放送。